# Daniel Westling
Olof Daniel Westling (Örebro, 15 settembre 1973) è un imprenditore svedese e, dal 2010, duca di Västergötland, in quanto marito della principessa ereditaria Vittoria.

## Biografia
Nasce a Örebro da Olle Gunnar Westling e Ewa Kristina Westling, il giorno in cui Carlo XVI Gustavo di Svezia è asceso al trono, e viene battezzato nel gennaio 1974 nella Almby Church di Örebro. Ha una sorella maggiore, Anna Westling Söderström.

### Educazione e carriera
Alla fine dei suoi studi, nel 1991, ha prestato servizio militare nel regimento Hälsinge a Gävle. Nel 1994 si trasferisce a Stoccolma per studiare alla Lillsved Sports Folk High School, dove si è focalizzato sullo sport. Dopo aver completato il corso, ha iniziato a lavorare per una società di fitness.
Nel 1997 ha aperto la sua prima società, Master Training, e lavorava come consulente sportivo. Successivamente, insieme ad un collega, inizia a dirigere la sua prima palestra. Attualmente la sua società, Master Training, conta due palestre nel centro di Stoccolma. Nel 2002 ha conosciuto la Principessa Vittoria, diventando suo personal trainer.
Nel 2006 ha aperto un'altra società denominata Balance, anch'essa nel centro di Stoccolma, che ha circa 100 impiegati.
Durante la primavera del 2011, il Principe Daniel ha studiato fisiologia, attività fisica e scienze sanitarie. Nell'autunno si è concentrato sullo sviluppo fisico nei bambini e nei ragazzi in relazione alla malattia ed all'attività fisica. Nella primavera 2013 ha completato i suoi studi in geriatria e patologia, sempre grazie allo staff dell'Ospedale universitario Istituto Karolinska.

### Malattia
Nel 2009, ha subito il trapianto di un rene, donatogli dal padre, a causa dell'insufficienza renale di cui era affetto fin dalla nascita.

### Fidanzamento e matrimonio

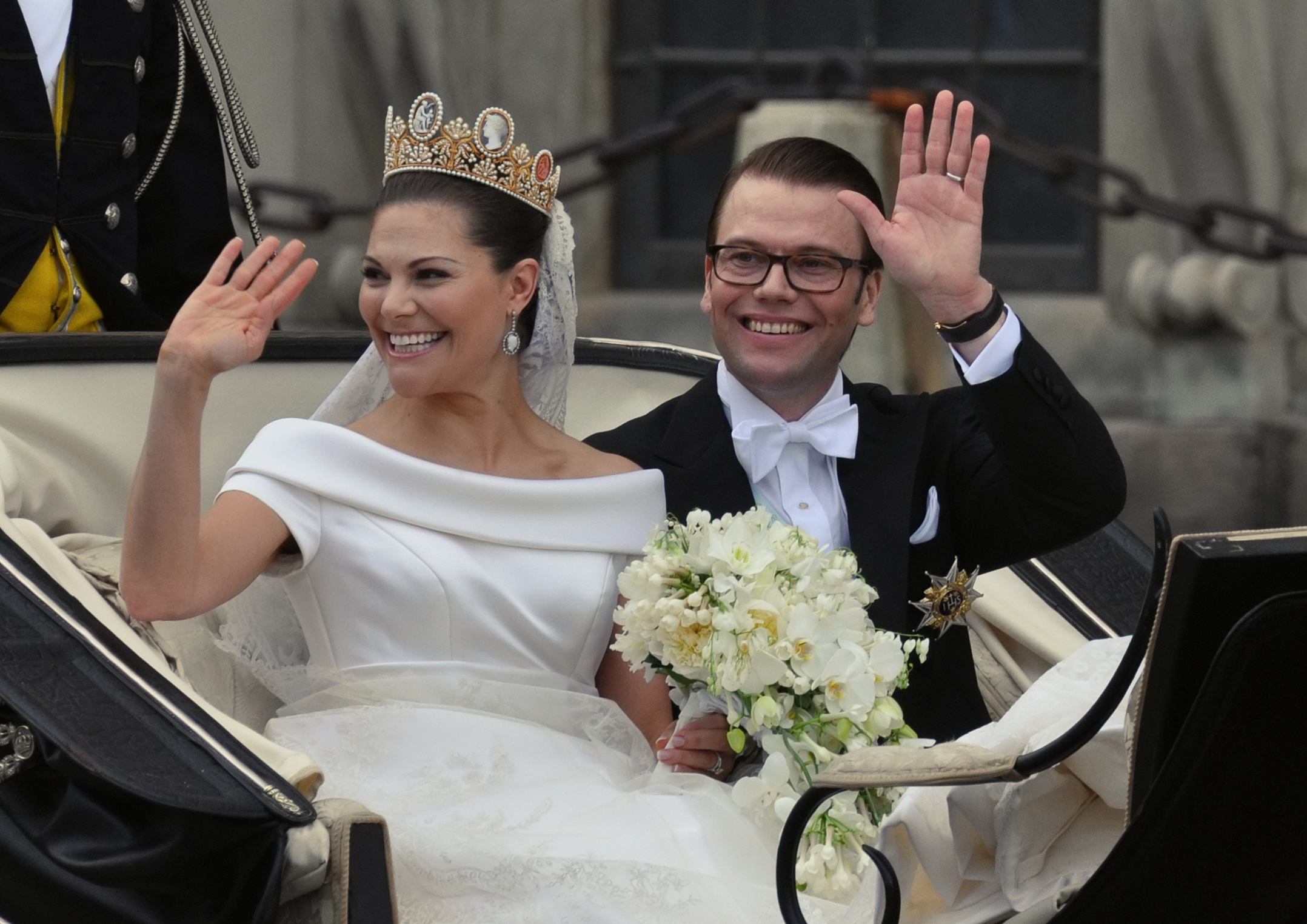
La Principessa e Daniel Westling nel giorno del loro matrimonio.

Il 24 febbraio 2009, la Principessa e Daniel si sono fidanzati ufficialmente, dopo avere avuto il consenso del padre, il re Carlo XVI Gustavo di Svezia e del Governo Svedese. Infine il 19 giugno 2010 si sono sposati nella Cattedrale di Stoccolma.
La coppia ha avuto 2 figli:
- principessa Estelle, duchessa di Östergötland (23 febbraio 2012)[8][9]
- principe Oscar, duca di Skåne (2 marzo 2016)[10][11]

## Titoli
Dopo essere diventato marito della Principessa, egli è diventato anche Duca di Västergötland. Dal matrimonio ha anche ottenuto il trattamento di Altezza Reale, quale membro della Famiglia Reale Svedese.
- 19 giugno 2010 - attuale: Sua Altezza Reale, il principe Daniel di Svezia, duca di Västergötland
  - In svedese: Hennes Kunglig Höghet, prins Daniel av Sverige, hertig av Västergötland

## Albero genealogico
|                           |                          |                     | Genitori              |  |  | Nonni |  |  | Bisnonni         |  |  | Trisnonni        |  |
|                           |                          |                     |                       |  |  |       |  |  | Anders Andersson |  |  | Anders Andersson |  |
|                           |                          |                     |                       |  |  |       |  |  | Anders Andersson |  |  | Anders Andersson |  |
|                           |                          | Karin Hansdotter    |                       |  |  |       |  |  | Anders Andersson |  |  |                  |  |
| Anders Westling           |                          |                     |                       |  |  |       |  |  | Anders Andersson |  |  |                  |  |
|                           |                          | Brita Westling      | Nils Westling         |  |  |       |  |  |                  |  |  |                  |  |
|                           |                          | Brita Westling      | Nils Westling         |  |  |       |  |  |                  |  |  |                  |  |
|                           |                          | Brita Westling      | Margta Jansdotter     |  |  |       |  |  |                  |  |  |                  |  |
| Olle Gunnar Westling      |                          | Brita Westling      |                       |  |  |       |  |  |                  |  |  |                  |  |
|                           |                          | Anders Erik Borg    | Nils Borg             |  |  |       |  |  |                  |  |  |                  |  |
|                           |                          | Anders Erik Borg    | Nils Borg             |  |  |       |  |  |                  |  |  |                  |  |
|                           |                          | Anders Erik Borg    | Margta Andersdotter   |  |  |       |  |  |                  |  |  |                  |  |
| Frida Berta Elisabet Borg |                          | Anders Erik Borg    |                       |  |  |       |  |  |                  |  |  |                  |  |
|                           |                          | Anna Båth           | Johan Erik Båth       |  |  |       |  |  |                  |  |  |                  |  |
|                           |                          | Anna Båth           | Johan Erik Båth       |  |  |       |  |  |                  |  |  |                  |  |
|                           |                          | Anna Båth           | Anna Lisa Jansdotter  |  |  |       |  |  |                  |  |  |                  |  |
| Olof Daniel Westling      |                          | Anna Båth           |                       |  |  |       |  |  |                  |  |  |                  |  |
|                           | Johan Gregorius Westring | Johan Westring      |                       |  |  |       |  |  |                  |  |  |                  |  |
|                           | Johan Gregorius Westring | Johan Westring      |                       |  |  |       |  |  |                  |  |  |                  |  |
|                           | Johan Gregorius Westring | Anna Wiklund        |                       |  |  |       |  |  |                  |  |  |                  |  |
| John Einar Westring       | Johan Gregorius Westring |                     |                       |  |  |       |  |  |                  |  |  |                  |  |
|                           |                          | Anna Samuelsdotter  | Samuel Samuelsson     |  |  |       |  |  |                  |  |  |                  |  |
|                           |                          | Anna Samuelsdotter  | Samuel Samuelsson     |  |  |       |  |  |                  |  |  |                  |  |
|                           |                          | Anna Samuelsdotter  | Kerstin Mårtensdotter |  |  |       |  |  |                  |  |  |                  |  |
| Ewa Westring              |                          | Anna Samuelsdotter  |                       |  |  |       |  |  |                  |  |  |                  |  |
|                           |                          | Johan Teodor Hugg   | Johannes Hugg         |  |  |       |  |  |                  |  |  |                  |  |
|                           |                          | Johan Teodor Hugg   | Johannes Hugg         |  |  |       |  |  |                  |  |  |                  |  |
|                           |                          | Johan Teodor Hugg   | Brita Eriksdotter     |  |  |       |  |  |                  |  |  |                  |  |
| Nanny Birgitta Hugg       |                          | Johan Teodor Hugg   |                       |  |  |       |  |  |                  |  |  |                  |  |
|                           |                          | Kristina Jonsdotter | Jonas Jonsson         |  |  |       |  |  |                  |  |  |                  |  |
|                           |                          | Kristina Jonsdotter | Jonas Jonsson         |  |  |       |  |  |                  |  |  |                  |  |
|                           |                          | Kristina Jonsdotter | Anna Eriksdotter      |  |  |       |  |  |                  |  |  |                  |  |
|                           |                          | Kristina Jonsdotter |                       |  |  |       |  |  |                  |  |  |                  |  |